# ژل مو

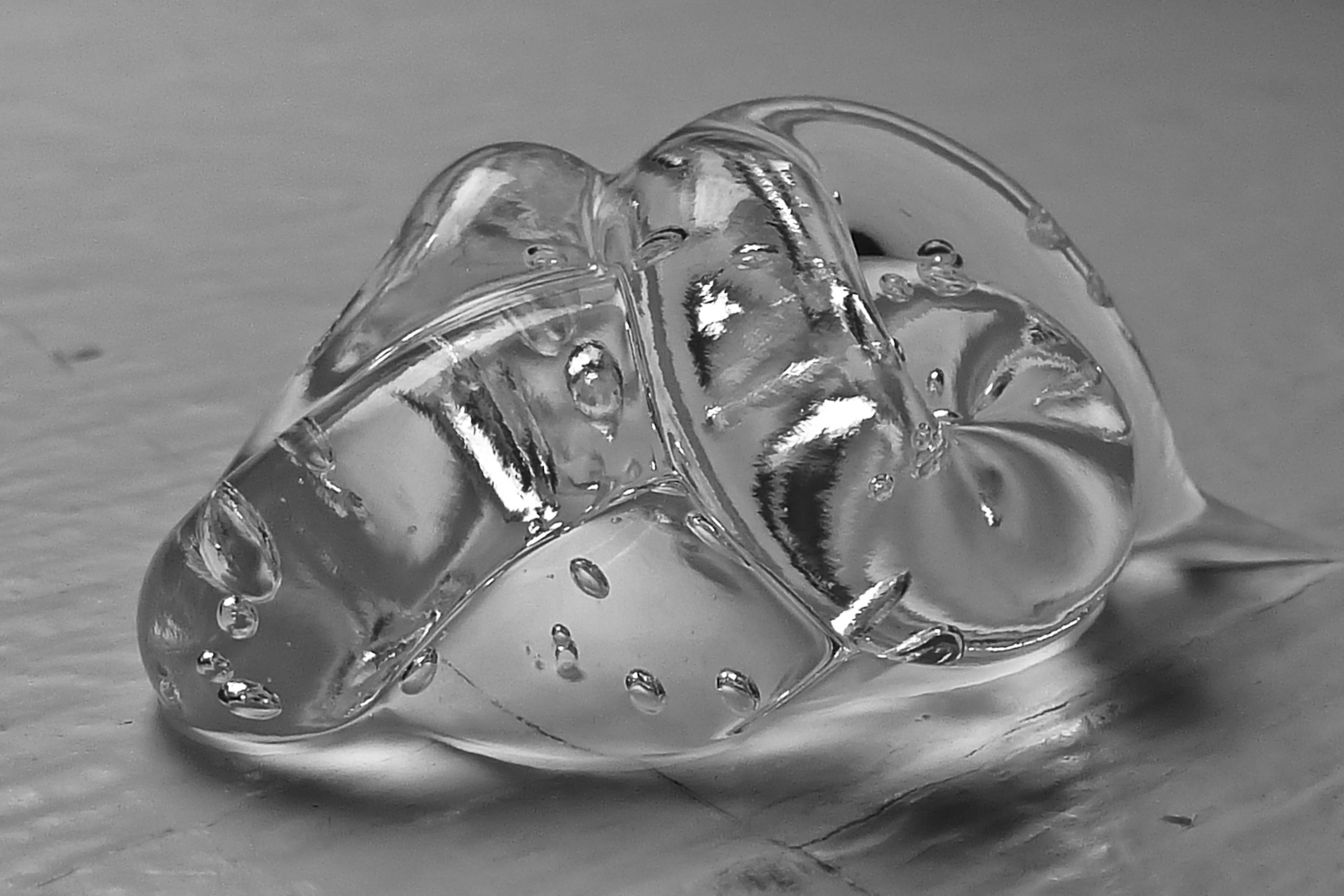
مقداری از یک ژل موی سر

ژل موی سر از محصولات آرایشی بهداشتی معروف مورد استفادهٔ آقایان و خانم‌هاست. قبل از تولید این محصول برای حالت دادن موها از پارافین و فراورده‌های طبیعی مثل کتیرا یا روغن بادام تلخ استفاده می‌شد.
این ژل‌ها امروزه در انواع مختلف و با قدرت‌های حالت‌دهندگی متفاوت عرضه می‌شوند. انواع ملایم و معمولی برای نرم کردن یا خواباندن موها روی سر به کار می‌روند، در حالی که انواع قویتر به ویژه برای ایجاد فرمهای هندسی جدید و در ابعاد مختلف روی موها استفاده می‌شوند. فرم‌هایی که ایجادشان در گذشته مقدور نبود. در این خصوص می‌توان به آرایش و مدل موی رایج در خرده-فرهنگ‌های هوادار موزیک پانک-راک در دههٔ ۸۰ میلادی اشاره کرد.

## تاریخچه
تجزیه و تحلیل مومیایی‌های مصر باستان نشان داده‌است که آنها موهای خود را با استفاده از یک چربی مبتنی بر ژل مدل می‌دادند. محققان این تجزیه و تحلیل می‌گویند مصری‌ها از این محصول برای اطمینان از ماندگاری سبک آنها در زندگی و پس از مرگ استفاده کردند. ناتالی مک کریش، دانشمند باستان‌شناسی از مرکز مصنوعی زیست پزشکی KNH در دانشگاه منچستر انگلیس و همکارانش نمونه‌های موی گرفته شده از ۱۸ مومیایی را مطالعه کردند. قدیمی‌ترین آنها تقریباً ۳۵۰۰ سال قدمت دارند، اما بیشتر آنها از گورستانی در واحۀ دخله در صحرای غربی حفاری شده‌اند و قدمت آنها مربوط به زمان یونانی-رومی، یعنی حدود ۲۳۰۰ سال پیش است.